# Ramecourt, Pas-de-Calais
Ramecourt är en kommun i departementet Pas-de-Calais i regionen Hauts-de-France i norra Frankrike. Kommunen ligger i kantonen Saint-Pol-sur-Ternoise som tillhör arrondissementet Arras. År 2022 hade Ramecourt 351 invånare.

## Befolkningsutveckling
Antalet invånare i kommunen Ramecourt
| Referens: INSEE |